# Macrothelypteris oligophlebia
Macrothelypteris oligophlebia är en kärrbräkenväxtart som först beskrevs av Bak., och fick sitt nu gällande namn av Ren-Chang Ching. Macrothelypteris oligophlebia ingår i släktet Macrothelypteris och familjen Thelypteridaceae. Utöver nominatformen finns också underarten M. o. elegans.